# Óvalo Juan Pablo II
El óvalo Juan Pablo II, también llamado Óvalo Papal, es un monumento histórico, religioso y óvalo ubicado en el distrito de Trujillo, de la ciudad homónima en Perú, dedicado al santo papa Juan Pablo II debido a su llegada a la ciudad y otras localidades peruanas en su primera visita al país en 1985.

## Historia
Con la llegada de Juan Pablo II a la ciudad en 1985 casi un millón de fieles se congregaron en el ese tiempo llamado Óvalo de Vista Hermosa para la misa del papa. Este monumento fue construido después de la visita por la Municipalidad Provincial de Trujillo.A cargo del diseño de la obra estuvo el Arq.Luis Armando Li Kuan.
El Óvalo es lugar de grandes centros comerciales como Metro y residencias. En el 2014 el Concejo de Trujillo lo declaró Monumento Histórico Religioso y por el cual se establece que en dicho espacio físico ya no se puede realizar ningún tipo de eventos que no sea de carácter religioso.